# Bruneise dollar
De dollar is de munteenheid van Brunei. Eén dollar is honderd cent. De munteenheid is ook wel bekend onder de Maleisische naam: ringgit, hetgeen eveneens op de bankbiljetten geschreven is.
Munten in circulatie: 1, 5, 10, 20 en 50 cent. Het papiergeld is beschikbaar in 1, 5, 10, 20, 25, 50, 100, 500, 1000 en 10.000 dollar. Een gedeelte van de bankbiljetten zijn vervangen door bankbiljetten van plastic.
De Bruneise dollar is 1:1 gekoppeld aan de Singaporese dollar.
Vanaf de 19e eeuw tot 1967 gebruikte Brunei de in Singapore gebruikelijke munteenheden. Het begon met de Silver Mexican Trade dollar (XMSD), gevolgd door de Straits Settlement dollar (STSD), vanaf de zestiger jaren van de 19e eeuw. Tijdens de bezetting door Japan van 1941 tot 1945 werd de gumpyo Dollar (MYAG) gevoerd met een omruilverhouding van 1:1. Hierna in 1946 werd, na een korte terugkeer van de Straits dollar, de Maleisische dollar (MYAD) geldig betaalmiddel. Vanaf 1967 wordt een eigen munteenheid gebruikt.